# Xã Franklin, Quận Grundy, Missouri
Xã Franklin (tiếng Anh: Franklin Township) là một xã thuộc quận Grundy, tiểu bang Missouri, Hoa Kỳ. Năm 2010, dân số của xã này là 485 người.